# Cerbăl
Cerbăl (en hongrois : Cserbel) est une commune du Județ de Hunedoara en Transylvanie, (Roumanie).